# Josef Wiedemann (Orgelbauer)
Josef Wiedemann (* 26. Juni 1819 in Zusamzell; † 4. Februar 1868 in Bamberg) war ein deutscher Orgelbauer.

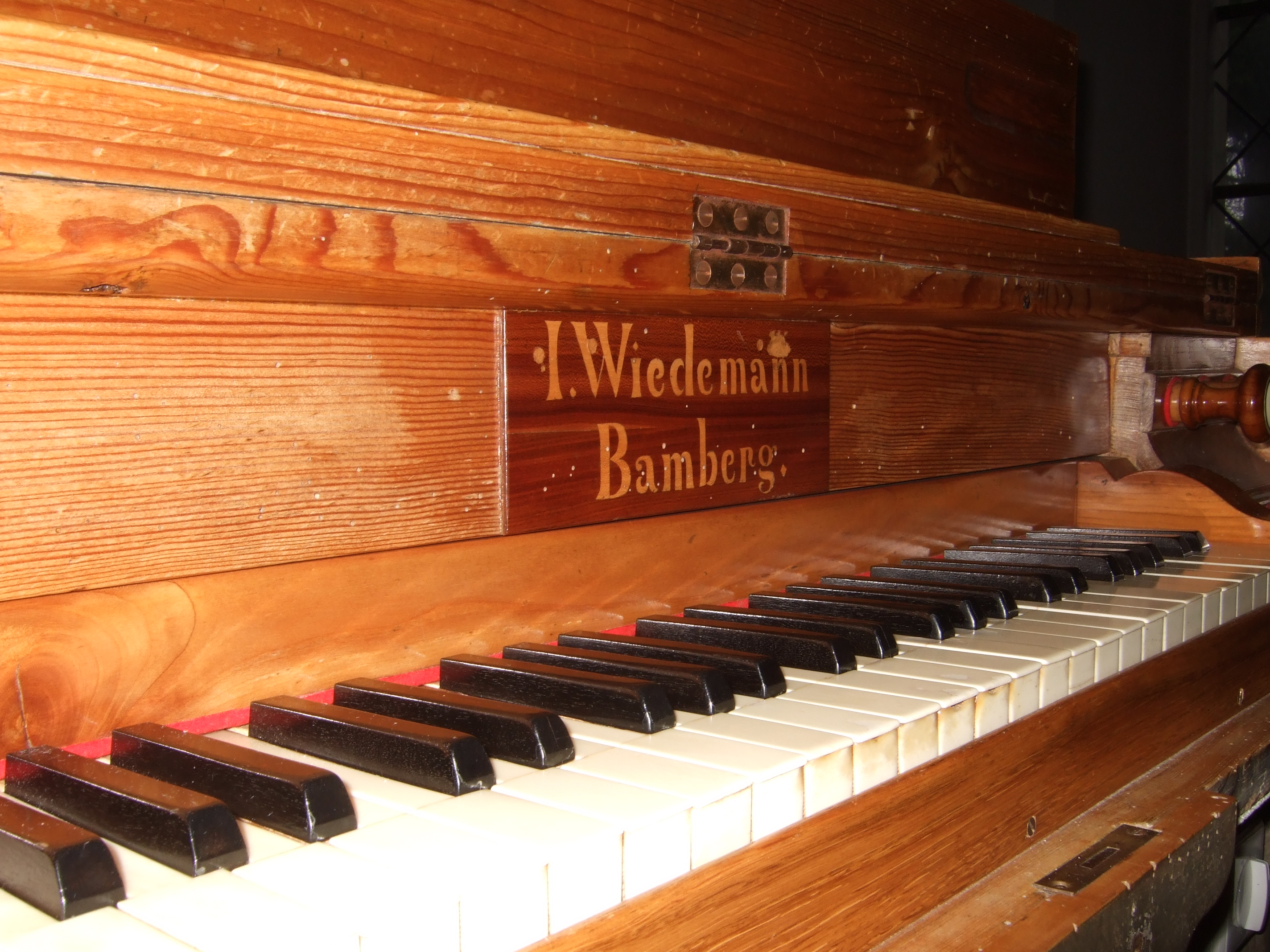
Spieltisch der Wiedemann-Orgel in Albertshausen (Detail)

## Leben
Josef Wiedemann absolvierte nach zweieinhalb Jahren Schreinerlehre eine Ausbildung zum Orgelbauer bei Cyprian Briechle (auch: Priechle) in Kettershausen. Seine Wanderung führte ihn über München, Ebersberg, Wasserburg und Traunstein nach Salzburg, wo er beim Orgelbauer Ludwig (Louis) Mooser von 1843 bis 1844 als Geselle Anstellung fand. Von 1844 bis 1846 war er Geselle bei Jacob Deutschmann in Wien. Bis 1849 hielt er sich weiterhin in Wien auf. Wo er in dieser Zeit angestellt war, ist nicht belegt, vermutlich aber bei Deutschmann.
Am 14. Juli 1849 brach er wiederum zur Wanderung auf, die ihn über Prag, Dresden und Leipzig nach Bamberg führte. Am 1. August 1849 annoncierte die Orgelbauerswitwe Eva Bischof im Bamberger Tagblatt, dass sie Josef Wiedemann als Werkführer angestellt habe.
Er heiratete Eva Bischof am 18. Februar 1850, baute um diese Zeit die Orgel der Pfarrkirche Stegaurach um und erhielt nach Begutachtung der Orgel durch eine unabhängige Kommission am 5. April 1850 seine Meisterprüfungsurkunde mit der Note „vorzüglich“. Sein Gesuch zur Ansässigmachung als selbständiger Orgelbauer in Bamberg wurde daraufhin vom Magistrat der Stadt Bamberg bewilligt.
Von 1850 bis zu seinem Tod am 4. Februar 1868 verfertigte Wiedemann ca. 70 Orgeln. Sein Wirkungsgebiet war schwerpunktmäßig der Bamberger Raum, doch auch im Frankenwald, dem Grenzgebiet zur Oberpfalz, im Steigerwald sowie im Raum Kitzingen und Würzburg baute er neue Kirchenorgeln.
Die Werkstattnachfolge trat sein Stiefsohn David Friedrich Bischof an, der sich später Friedrich Wiedemann nannte. Bis zu seinem Tod 1878 baute dieser ca. 30 weitere Orgeln im Wirkungsgebiet des Stiefvaters.

## Werke
Josef Wiedemanns Werkstatt fertigte als handwerklicher Kleinbetrieb Kirchenorgeln zunächst in traditioneller Manier. Meist waren es einmanualige, selten zweimanualige Werke auf Schleifladen. Sie stehen in einer ungebrochenen Tradition zum barocken Orgelbau Frankens.
In der Klanggestaltung finden sich noch traditionelle, aus dem Barock stammende Elemente: Die Prinzipalreihe besitzt eine markante Klangkrone, die meist aus Quinte und Mixtur 2′ oder 1′ besteht. In den 8′-Registern hingegen gibt es eine Tendenz zu einer stärkeren Grundtönigkeit, als dies im fränkischen Barock der Fall war. Die noch vorhandenen Wiedemann-Orgeln zeigen sich als kräftig intoniert und haben noch nicht die Weichheit und Subtilität der süddeutschen Orgelromantik, wie sie von den direkten Konkurrenten Steinmeyer (Oettingen) oder Schlimbach (Würzburg) entscheidend geprägt wurde.
In der Anlage seiner Orgeln war Wiedemann flexibel. Er baute meist freistehende Spieltische mit Blick auf den Altar, es existieren aber ebenso Orgeln mit Spielschrank, seitenspielige Instrumente sowie hinterspielige Brüstungsorgeln. Seine Orgelprospekte hat Josef Wiedemann bis ca. 1861 selbst entworfen. Danach griff er oft auf die speziell für die jeweilige Kirche gezeichneten Vorlagen des Bamberger Architekten und Zeichenlehrers Jacob Schmitt-Friderich zurück.
Um 1862 begann Wiedemann, die von Walcker (Ludwigsburg) eingeführte Kegellade zu verwenden. Teils stellte er nur das Pedalwerk auf Kegelladen, teils Manual(e) und Pedal. Wiedemanns Ausführung der Kegellade mangelte es allerdings an Zuverlässigkeit, und sein Neubau der Orgel im Bamberger Dom (1863–1866) wurde zum Anlass jahrelanger Querelen, die erst mit dem Tod Josef Wiedemanns und dem technischen Neubau der Orgel durch Steinmeyer endeten.
Der Stiefsohn und Werkstattnachfolger Friedrich Wiedemann kehrte zurück zur Schleiflade in den Manualwerken, baute aber im Pedal weiterhin Kegelladen.
Von den 103 gebauten Orgeln von Vater und Stiefsohn Wiedemann sind nach derzeitigem Forschungsstand 27 Orgeln ganz oder teilweise (klingendes Werk) erhalten. 16 davon sind von Josef gebaut, 11 von Friedrich Wiedemann.

## Werkliste (Auswahl)
| Jahr      | Ort                       | Gebäude                                               | Bild | Manuale | Register | Bemerkungen |
| --------- | ------------------------- | ----------------------------------------------------- | ---- | ------- | -------- | --- |
| 1849/1850 | Stegaurach                | Unbefleckte Empfängnis Mariens                        |      |         |          | erweiternder Umbau, u. a. neue Windlade; kein historischer Bestand |
| 1852      | Birklingen                | Kloster Birklingen, ehem. Wallfahrtskirche St. Marien |      | I/P     | 5        | Gehäuse, Windladen und Teile des Pfeifenwerks erhalten → Orgel |
| 1856      | Gunzendorf (Auerbach)     | St. Ägid                                              |      | I/P     | 10       | Gehäuse erhalten, Werk von der Firma Ludwig Edenhofer Nachf. Karl Huber, Deggendorf 1936 |
| 1856      | Oberschwarzach            | St. Peter und Paul                                    |      | II/P    | 16       | kein historischer Bestand |
| 1859      | Weilersbach               | Wallfahrtskirche St. Anna                             |      | I/P     | 11       | Manual und Pedal auf Schleifladen; verändert (Dietmann 1901, Braungart 1921) erhalten, jetzt seitenspielig, ursprünglich vorderspielig |
| 1859      | Oberthulba                | St. Johannes der Täufer                               |      | II/P    | 30       | kein historischer Bestand |
| 1860      | Frammersbach              | St. Bartholomäus                                      |      | II/P    | 19       | kein historischer Bestand |
| 1860      | Siensbach                 | St. Martin                                            |      | I/P     | 5        | Ursprünglicher Standort bis 1950 in Vorra (Oberfranken) (Ldkr. Bamberg). Zwischenzeitlich in Tauberbischofsheim, 1984 eingelagert und 2011 restauriert durch Orgelbau Vleugels → Orgel                                                                  |
| 1861      | Prölsdorf                 | St. Sebastian                                         |      | I/P     | 13       | Manual und Pedal auf Schleifladen. Größte erhaltene Orgel Josef Wiedemanns. Letzte Restaurierung: Thomas Eichfelder, Bamberg, 2016. Weitgehend original erhalten. Pedallade seit 2016 nicht mehr am originalen Ort, sondern in die Turmkammer versetzt. |
| 1861      | Pusselsheim               | St. Burkard                                           |      | I/P     | 11       | leicht verändert erhalten, jetzt 10 Register; Prospekt nach Zeichnung des Lehrers Schmitt, Hambach |
| 1862      | Bamberg                   | Kapuzinerkloster Bamberg, Klosterkirche               |      | II/P    |          | vermutlich erste Kegelladenorgel in beiden Manualen. 1878 nach Bamberg St. Elisabeth transferiert und 1893 von Steinmeyer technisch neu gebaut. Prospekt und große Teile des Pfeifenwerks von Wiedemann erhalten.                                       |
| 1862      | Bamberg                   | Sebastianikapelle                                     |      | I/P     | 7        | Manual auf Schleiflade, Pedal auf Ventillade; vollständig erhalten einschließlich der Keilbalganlage; Prospekt nach einer Zeichnung von Jakob Schmitt-Friderich → Orgel                                                                                 |
| 1863      | Albertshausen             | St. Michael                                           |      | I/P     | 11       | Manual Schleiflade, Pedal Kegellade; vollständig erhalten |
| 1863–1866 | Bamberg                   | Bamberger Dom                                         |      | II/P    | 34       | Neubau im Gehäuse von 1837; Kegelladen in allen Werken; kein historischer Bestand |
| 1864      | Willersdorf               | St. Bartholomäus                                      |      | I/P     | 9        | weitestgehend erhalten; letzte Restaurierung 2006 durch Benedikt Friedrich, Oberasbach |
| 1865      | Buttenheim                | St. Bartholomäus                                      |      | II/P    | 18       | Gehäuse und Teile des Pfeifenwerks erhalten; Gehäuseentwurf: Jacob Schmitt-Friderich 1861 |
| 1865      | Ebern                     | St. Laurentius                                        |      | II/P    | 19       | kein historischer Bestand |
| 1866      | Großgressingen bei Ebrach | Rochuskapelle                                         |      | I/P     | 6        | Orgel wurde um 1980 mit einer Zusatzlade um vier Register erweitert, Prospekt sowie Laden und Pfeifenwerk von Wiedemann erhalten. |
| 1867      | Stappenbach               | Kuratiekirche                                         |      | I/P     | 9        | erhalten |
| 1868      | Großbardorf               | St. Margareta                                         |      | II/P    | 20       | Kegelladen in allen Werken. Nach dem Tod Josef Wiedemanns durch den Stiefsohn Friedrich Bischof (Wiedemann) fertiggestellt. Kein historischer Bestand.                                                                                                  |